# Auberge d'Italie (Il-Birgu)
Pour les articles homonymes, voir Auberge d'Italie.
L’auberge d'Italie (maltais : I Berġa tal-Italja) est une auberge hospitalière située à Il-Birgu à Malte. Elle a été construite au XVIe siècle pour abriter des chevaliers de l'ordre de Saint-Jean de Jérusalem originaires de la langue d'Italie. Elle est détruite lors des bombardements de la ville pendant la Seconde Guerre mondiale.
Elle se situe dans la partie nord d'Il-Birgu, près du Fort Saint-Ange et à distance des autres auberges hospitalières de la ville réunies dans le collacchio, comme celles de France, d'Auvergne et Provence, et d'Aragon. Le bâtiment est construit à la place d'une ancienne auberge entre 1533 et 1554, d'après des plans de Niccolò Bellavante. Le bâtiment accueille un hôpital et une église consacrée à sainte Catherine d'Alexandrie construite en 1576,.
Elle est utilisée jusqu'en 1571, date du transfert des auberges vers La Valette.
Pour assurer sa protection, l'auberge est inscrite dans l'Antiquities List of 1925. Elle est cependant presque détruite lors des bombardements de la ville pendant la Seconde Guerre mondiale. Des logements sont construits à la place de l'auberge au début des années 1960. Certains éléments sont cependant conservés : le chaînage, un blason, une partie d'un balcon et des moulures sur la façade.
Il et inscrit dans l'inventaire national du patrimoine culturel des îles maltaises. Il a été classé au niveau 2 des monuments nationaux en 2009.

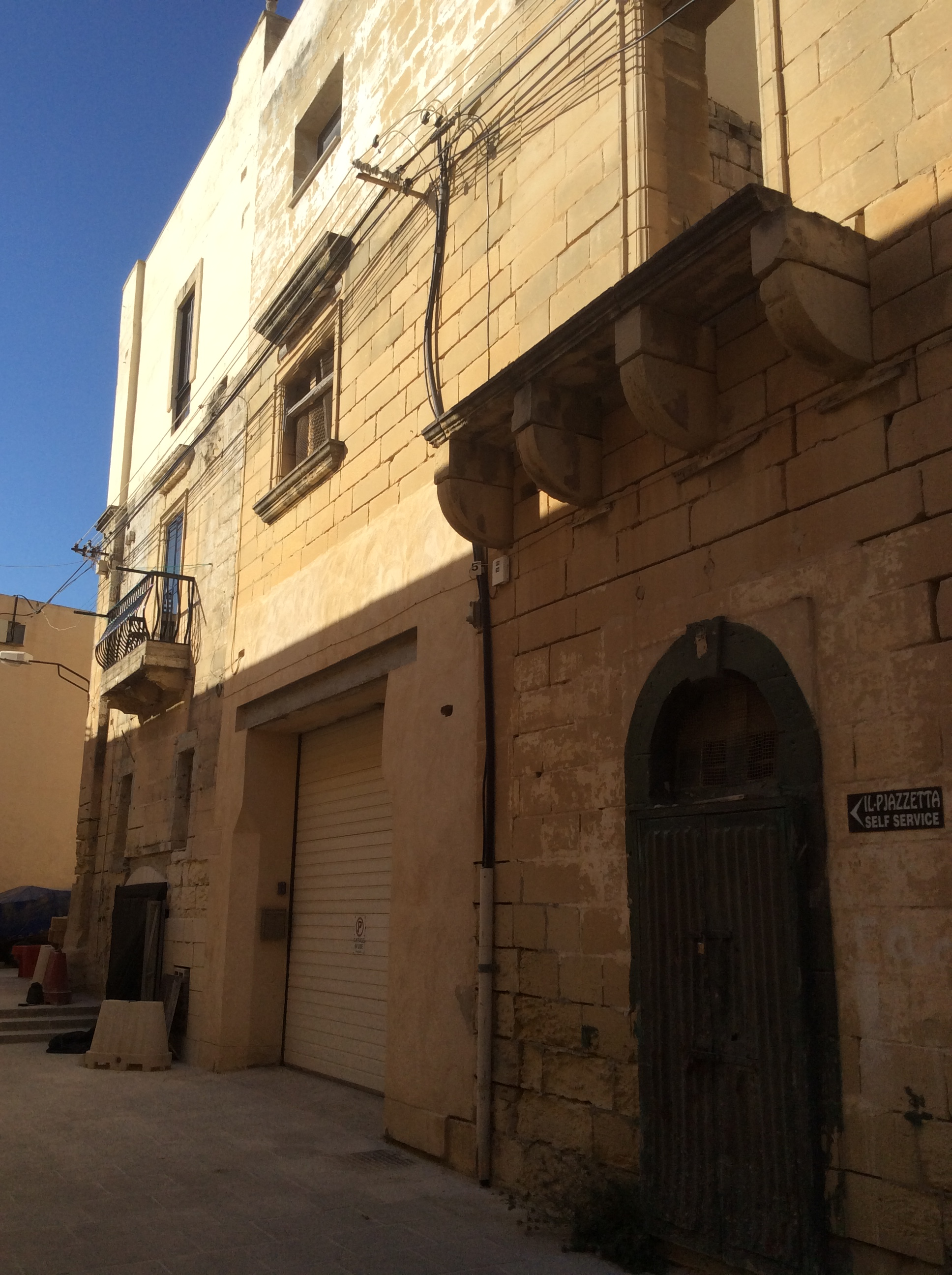
L'auberge d'Italie de nos jours